# جامالا
جامالا (بالأوكرانية: Джамала)(بالأوكرانية: Джамала) الاسم الأصلي سوسانا عليميفنا جمال الدينوفا (بالأوكرانية: Сусана Джамаладінова) (بالإنجليزية: Susana Jamaladinova) الأرميني Սուսաննա Ջամալադինովա (مواليد 27 أغسطس 1983) هي مغنية أوكرانية من شبه جزيرة القرم. ولدَت لأب مسلم من القرم وأم أرمنية مسيحية في جمهورية قيرغستان فيما كان يُعرف بالاتحاد السوفيتي. فازت في مسابقة الأغنية الأوروبية يوروفيجن عام 2016 في العاصمة السويدية ستوكهولم. اسم الأغنية التي اشتركت بها في المسابقة وفازت فيها هي بعنوان 1944 وتحكي قصة تهجير سكّان شبه جزيرة القرم على يد ستالين أثناء الحرب العالمية الثانية. وكانت عائلة الفنانة قد تعرّضت للترحيل على يد ستالين وتوجّهت إلى قيرغستان. لكن العائلة عادت إلى شبه جزيرة القرم بعد انهيار الاتحاد السوفيتي. وأهدت أغنية الفوز إلى جدّتها التي تم ترحيلها من شبه جزيرة القرم.

## روابط خارجية
- جامالا على موقع IMDb (الإنجليزية)
- جامالا على موقع ميوزك برينز (الإنجليزية)
- جامالا على موقع أول ميوزيك (الإنجليزية)
- جامالا على موقع ديسكوغز (الإنجليزية)
- جامالا على موقع قاعدة بيانات الفيلم (الإنجليزية)